# Mönchchajrchan uul
Mönchchajrchan uul, Munch-Chajrchan (mong. Мөнххайрхан уул) – drugi pod względem wysokości szczyt Mongolii i Ałtaju Mongolskiego, leży w południowo-zachodniej części kraju, na południe od Kotliny Wielkich Jezior. 
Wysokość 4362 m n.p.m. Zbudowany jest ze skał paleozoicznych. Szczytowe partie góry pokryte są polami wiecznego śniegu i lodowcami. 

## Kontrowersje
W latach 60. i 70. XX w. jako najwyższy szczyt Mongolii podawano górę Chüjten o wysokości 4653 m n.p.m. Jednak w publikacjach z przełomu lat 70/80. XX w. zweryfikowano wysokość Chüjtena na 4355 m n.p.m. i uznano za najwyższy szczyt Mongolii Mönchchajrchan o wysokości określanej wówczas na 4362 m n.p.m. Nowsze dane przywróciły pierwszeństwo Chüjtenowi.